# ناهنجاری‌های جنینی ناشی از الکل
ناهنجاری‌های جنینی ناشی از الکل یا آثار جنینی الکل (FASD) یا سندرم جنینی الکل به نارسایی‌هایی گفته می‌شود که در فردی که مادرش در دوران بارداری، الکل مصرف کرده است، دیده می‌شود. برخی از این نارسایی‌ها عبارتند از: ظاهر غیرطبیعی فرد، کوتاهی قد، وزن کم، سر کوچک، ناموزونی و ناهماهنگی اعضای بدن، کم هوشی، مشکلات رفتاری، و نارسایی‌های شنوایی و بینایی. افرادی که دچار این‌گونه نارسایی‌هایند معمولاً در مدرسه دچار مشکل می‌شوند، با اجبارهای قانونی مشکل دارند، اغلب به زندان می‌افتند، به شدت درگیر رفتارهای پرخطر جنسی اند و مشکل الکل یا دیگر مواد مخدر دارند.
شدیدترین حالت این نارسایی سندرم جنینی الکل (FAS) نام دارد. دیگر انواع این نارسایی عبارتند از سندرم جنینی جزئی ناشی از الکل (pFAS)، نارسایی‌های هنگام تولد مرتبط با الکل (ARBD) و نارسایی‌های تکامل سیستم عصبی مرتبط با الکل (alcohol-related neurodevelopmental disorder یا ARND)
این نارسایی مربوط به نوشیدن الکل در دوران بارداری است، پژوهشی در آمریکا نشان داده است که ۱۰٪ زنان باردار در ماه آخر الکل نوشیده‌اند و ۲۰ تا ۳۰٪ زنان باردار در بخشی از دوران بارداری الکل نوشیده‌اند. نزدیک به ۴٪ از زنان هم مصرف بیش از اندازهٔ الکل دارند (اعتیاد به الکل). از جمله دیگر فاکتورهای خطر برای این نارسایی می‌توان به: مادران با سن بالا، سیگار کشیدن و مادرانی که تغذیهٔ ضعیف دارند اشاره کرد. در هیچ بخشی از دوران بارداری نمی‌توان گفت که نوشیدن الکل اشکال ندارد همچنین هیچ سر حد و مینیمم اندازه‌ای هم برای نوشیدن الکل وجود ندارد که گفته شود اگر این مقدار نوشیده شود بی خطر است. ممکن است نوشیدن مقدار اندک الکل برای کودک ظاهر غیرطبیعی ایجاد نکند اما می‌تواند باعث بروز اختلالات رفتاری شود. الکل از سد خونی مغزی رد می‌شود و به‌طور مستقیم یا غیرمستقیم بر نوزاد در حال رشد اثر می‌گذارد. روش درمان بسته به نشانه‌ها و مشکلات فرد متفاوت خواهد بود.

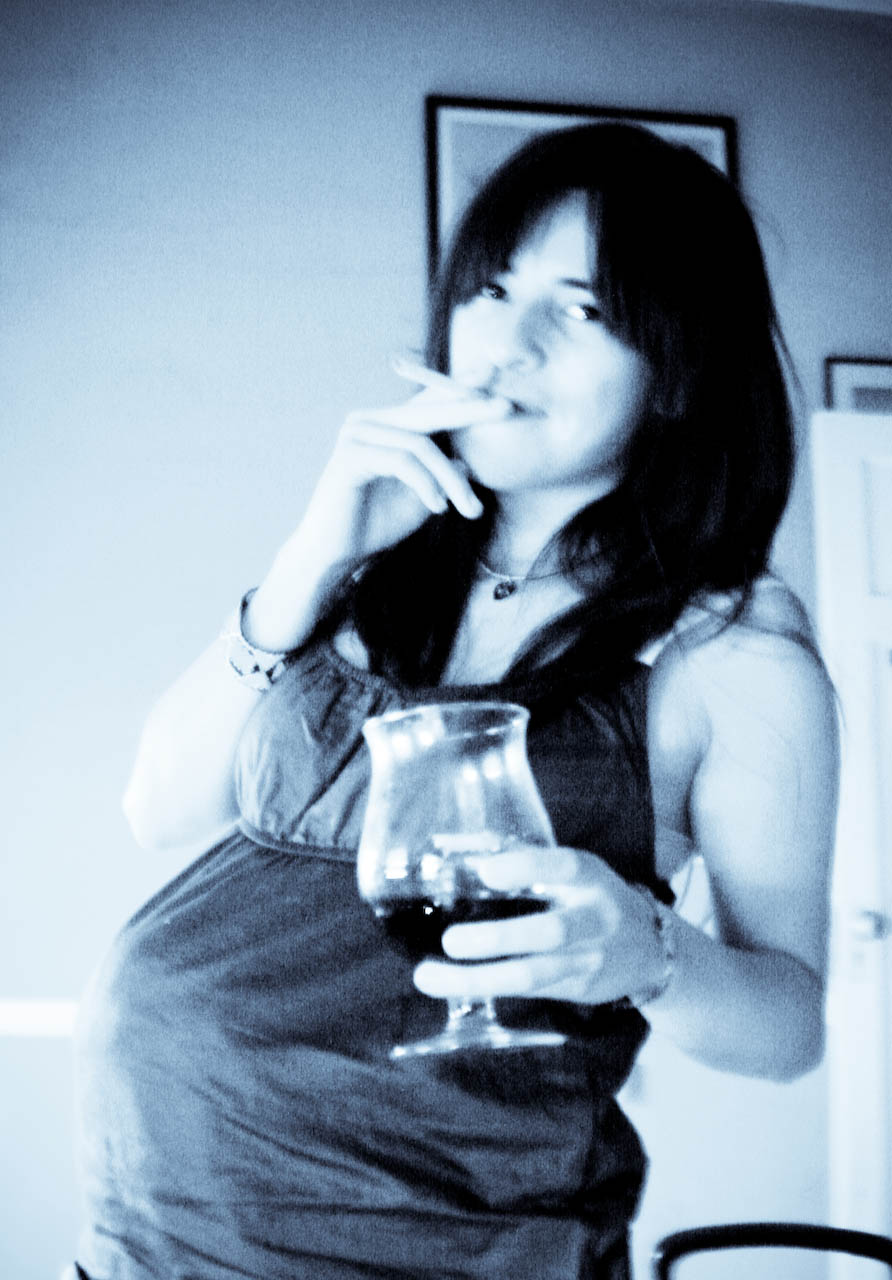
یک زن درحال استعمال سیگار با نوشیدنی الکلی در دست، اوت ۲۰۰۸

با پرهیز از الکل در دوران بارداری می‌توان از اختلال طیف الکل در جنین پیشگیری کرد. سازمان‌های پزشکی توصیه می‌کنند که در دوران بارداری به هیچ وجه الکل نوشیده نشود. اگر چنین نارسایی در نوزاد ایجاد شد باید به روش‌های درمانی روی آورد مشکل همیشگی خواهد بود اما با درمان می‌توان آن را بهبود بخشید از جمله روش‌های درمانی می‌توان به روان درمانی اندرکنش پدر و مادر با کودک، تلاش در جهت اصلاح رفتار و احتمالاً مصرف دارو اشاره کرد.
برآورد می‌شود که حدود ۲ تا ۵ درصد از مردم آمریکا و غرب اروپا به نوعی دچار یکی از انواع اختلال طیف الکل در جنینی (FASD) باشند. از هر ۱۰۰۰ تولد زنده در آمریکا، ۰٫۲ تا ۹ مورد دچار نوع شدید سندرم اختلال الکل (FAS) اند. این رقم در برخی جوامع آفریقایی تا ۹٪ می‌رسد. آثار منفی مصرف الکل از گذشته تا امروز همیشه گوش زد شده است؛ در سال ۲۰۰۲ برآورد شده است که فردی که دچار اختلال شدید طیف الکل در جنینی (FAS) بوده است نزدیک به دو میلیون دلار آمریکا برای جامعه هزینه دارد.
عبارت سندرم جنینی الکل (fetal alcohol syndrome) نخستین بار در سال ۱۹۷۳ استفاده شده است.